# Helmut Höfling
Helmut Höfling, Pseudonym: Helmut Siegel, (* 17. Februar 1927 in Aachen; † 25. Juni 2015 in Bad Homburg vor der Höhe) war ein deutscher Schriftsteller.

## Leben
Helmut Höfling studierte nach dem Abitur Jura. Ab 1952 war er als Dramaturg am Aachener Stadttheater tätig. Danach lebte er in Köln, wo er als Rundfunk- und Fernsehredakteur arbeitete, und später in Baden-Baden. Er unternahm ausgedehnte Reisen in alle Erdteile. Gegen Ende seines Lebens war er in Bad Homburg ansässig.
Helmut Höfling war Verfasser von Romanen, Erzählungen, Kinder- und Jugendbüchern, Sachbüchern und Gedichten. Daneben schrieb er zahlreiche Texte für den Kinderfunk, Hörspiele und Fernsehdrehbücher.

## Werke
- In der Höhle lauert der Tod, Hannover 1953
- Sagenschatz der Westmark, Bonn [u. a.] 1953
- Todesritt  durch Australien, Bamberg 1954
- Verschollen in der Arktis, Gütersloh 1955
- Im Faltboot zum Mittelmeer, Bamberg [u. a.] 1956
- Pingo, Pongo und der starke Heinrich, Balve/Westf. 1960
- Das dicke Fränzchen, Balve 1961
- Der kleine Sandmann fliegt zur Himmelswerkstatt, Balve 1961
- Pingo, Pongo und der starke Heinrich in Owambien, Balve i. W. 1961
- Spielen macht Spaß, Balve i. Westf. 1961 (unter dem Namen Helmut Siegel)
- Das dicke Fränzchen unter Rennfahrern, Balve/W. 1962
- Pingo, Pongo und der starke Heinrich beim Maharadscha von Inapur, Balve/Westf. 1962
- Prinz Heuschreck, Balve/Westf. 1962
- Der Floh Hupfdiwupf, Balve/Westf. 1963
- Leo, der gähnende Löwe, Balve/Westf. 1963
- Pingo, Pongo und der starke Heinrich in Müggelhausen, Balve/Westf. 1964
- Prinz Heuschreck und Grünlinde, Balve i. Westf. 1964
- Wo die Erde gefährlich ist, Balve/Westf. 1964 (zusammen mit Boris G. Pantelejmonov)
- Ein Extralob für Klaus, Stuttgart 1965
- Dackel mit Geld gesucht, Zürich [u. a.] 1966
- Käptn Rumbuddel, Göttingen 1967
- Sepp zähmt die Wölfe oder Das entscheidende Fußballspiel, Rüschlikon-Zürich [u. a.] 1967
- Sepp auf Verfolgungsjagd, Rüschlikon-Zürich [u. a.] 1968
- Verschwiegen wie Winnetou, Düsseldorf 1968
- Kringel und Schlingel, Freiburg (Breisgau) [u. a.] 1969
- Pips, die Maus mit dem Schirm, Balve/Westf. 1969
- Wikiwik in Dinkelwinkel, München 1969
- Wikiwik und der fliegende Polizist, München [u. a.] 1969
- Keine Angst vor Hunden, Petra, Göttingen 1970
- Fünf auf Draht, Wuppertal 1971
- Jumbinchen mit dem Ringelschwänzchen, Düsseldorf 1971
- Der  stachlige Kasimir, Balve (Westf.) 1972
- Drei fröhliche Wichtel, Göttingen 1974
- Drei Wichtel im grünen Wald, Göttingen 1974
- Drei Wichtel stechen in See, Göttingen 1974
- Gebrüder Schnadderich, Göttingen 1974
- Detektive mit dem Spaten, Reutlingen 1975
- Geschichten vom kleinen Sandmann, Wuppertal 1975
- Die drei Abenteurer, Balve (Sauerland)
  - 1. Lange Latte ist verduftet, 1975
  - 2. Die Plattfuß-Indianer, 1975
  - 3. Das Wettrennen, 1976
  - 4. Unter Rothäuten, 1976
- Ein buntes Bastelbuch für Jungen, Menden/Sauerland 1976
- Dem Kosmos auf der Spur, Reutlingen 1976
- Minus 69°, Düsseldorf 1976
- Eine ganze Bande gegen Sepp, Göttingen 1977
- Geier über dem Sudan, Düsseldorf 1977
- Helden gegen das Gesetz, Düsseldorf [u. a.] 1977
- Menschenzüge, Völkerströme, Reutlingen 1977
- Morde, Spuren, Wissenschaftler, Dortmund 1977
- Pietje, der Schiffsjunge, Göttingen 1977
- Sepp auf heißer Spur, Göttingen 1977
- Sepp und seine Freunde, Göttingen 1977
- Sepp zähmt die Bande, Göttingen 1977
- Und immer lockt das Abenteuer, Balve/Sauerland 1977
- Aufbruch ins Unbekannte, Balve/Sauerland 1978
- Eine Million für Krawall City, Stuttgart 1978
- Vom Golfplatz verschwunden, Dortmund 1978
- Das große Südsee-Abenteuer-Buch, Düsseldorf 1979
- Ein Mädchen, vier Jungen und viele Hunde, Menden/Sauerland 1979
- Maus und Schwein und Elefant fliegen übers ganze Land, Stuttgart 1979
- Ein Sack voll Witze, Menden 1979
- Zwei ganze Kerle, Hamburg 1979
- Der Gefangene des Königs, München 1980
- Harald, Menden/Sauerland 1980
- Ufos, Urwelt, Ungeheuer, Reutlingen 1980
- Alarm im Jahre 2000, Reutlingen 1981
- Bohrinseln, Pipelines, Supertanker, Düsseldorf 1981
- Die Geister der Mondberge, Dortmund 1981
- Petras Abenteuer mit Hunden, Göttingen 1981
- … Gehet hin und lehret alle Völker, Düsseldorf 1982
- Heißer als die Hölle, Düsseldorf 1982
- Mauz und Knurri, Menden 1983
- Sie veränderten die Welt, Reutlingen 1983
- Löwenkrallen, Düsseldorf 1984
- Computer unter uns, Reutlingen 1985
- Sibirien, Braunschweig 1985
- Sherlock Holmes in unserer Zeit, Reutlingen 1986
- Der große Applaus, Reutlingen 1987
- Römer, Sklaven, Gladiatoren, Gernsbach 1987
- Spaß mit Tieren, Reutlingen 1987
- Ferne Länder, fremde Völker, Stuttgart 1988
- Hundewirbel, Reutlingen 1989
- Späher, Spitzel und Spione, Reutlingen 1989
- Forscher, Künstler, Pioniere, Reutlingen 1990
- Der Löwe vom Kaukasus, Heilbronn 1990
- Pukipuks lustige Streiche, Reutlingen 1990
- 1000 Witze und Denkspiele, Remseck bei Stuttgart 1994
- Januskopf, Dreieich bei Frankfurt am Main 2012
- An der Wolga will ich bleiben, Berlin 2013 (E-Book)
- Da lachen selbst die Hühner, Berlin 2013 (E-Book)
- Die Dame mit der Peitsche, Berlin 2013 (E-Book)
- Drei Wichtel im Baum, Berlin 2013 (E-Book)
- Drei Wichtel im Boot, Berlin 2013 (E-Book)
- Drei Wichtel im Schuh, Berlin 2013 (E-Book)
- Das Eselchen des heiligen Nikolaus und andere Weihnachtsgeschichten, Berlin 2013 (E-Book)
- Der Floh Hupfdiwupf und andere Geschichten, Berlin 2013 (E-Book)
- Giovannis Ring, Berlin 2013 (E-Book)
- Die Heuchler, Berlin 2013 (E-Book)
- Kater Murr und die Mäuse, Berlin 2013 (E-Book)
- Der Königliche Oberfliegenfänger und andere Geschichten, Berlin 2013 (E-Book)
- Der Magier und die Halsbandaffäre, Berlin 2013 (E-Book)
- Der Mondkäse und andere Geschichten, Berlin 2013 (E-Book)
- Die Nagelschweinchen, Berlin 2013 (E-Book)
- Der Osterhase und die Henne Gackeleia, Berlin 2013 (E-Book)
- Das Pulver, Berlin 2013 (E-Book)
- Flucht ins Leben, Berlin 2014 (E-Book)
- Klaus und sein Geheimnis im Keller, Berlin 2014 (E-Book)
- Pupipuk vom anderen Stern, Berlin 2014 (E-Book)

## Herausgeberschaft
- Das neue Pferdebuch, Balve/Sauerland 1978
- Krambambuli und andere klassische Tiererzählungen, Reutlingen 1988
- Wenn alles schläft und einer spricht …, Reutlingen 1988

## Übersetzungen
- Arthur D. Howden Smith: Das Schatzschiff, Würzburg 1978